# Mayra Alejandra
Mayra Alejandra [my'rah / aleh-han'-drah] (7 tháng 5 năm 1958 – 17 tháng 4 năm 2014) là một nữ diễn viên điện ảnh và truyền hình Venezuela.

## Tiểu sử
Sinh ra với tên Mayra Alejandra Rodríguez Lezama, cô được nuôi dưỡng trong một gia dình của các nghệ sĩ và chắc chắn có một số đam mê giống nhau. Cha của cô, Charles Barry (sinh ra Carlos Rodríguez), là một người hài hước và là thành viên sáng lập của chương trình hài kịch Radio Rochela lâu đời, trong khi mẹ cô, Ligia Lezama, là một nhà văn kịch bản và cũng là một nữ diễn viên có thể. Bên cạnh đó, gia đình của Mayra còn có anh trai cô Juan Carlos Barry, một người hài hước như cha anh, và chú họ Miguel Ángel Barry, một ca sĩ tenor lyric.
Trong phần lớn sự nghiệp của mình, một nhân vật Mayra đã đương đầu với những biến cố đáng tiếc không thể tránh khỏi trong các bộ phim truyền hình và phim ảnh bằng cách truyền tải một biểu cảm căng thẳng hoặc lo lắng. Những giọt nước mắt hay khí chất của cô ấy rất ngắn và ngọt ngào, và nó nhấn mạnh sức mạnh nội tâm dự tính của các nhân vật của cô ấy đã chứng minh một ý nghĩa hình ảnh của nữ quyền. Kỹ thuật của cô là tự phát và hiệu quả, nhưng thiên tài diễn xuất và tài hùng biện của cô dựa vào đôi mắt biểu cảm và phong cách duyên dáng của đôi tay.
Sau khi học trung học, Mayra xuất hiện lần đầu trong Đài truyền hình Radio telenovela Valentina (1975). Sau đó, vai chính đầu tiên của cô là trong Angélica (1976), nơi cô đóng vai một nhân vật được tạo ra đặc biệt được thiết kế cho cô bởi mẹ cô Ligia Lezama. Sau đó, nữ diễn viên trẻ đã xuất sắc tham gia La hija de Juana Crespo (1977), một bộ phim truyền hình hiệu quả từ Salvador Garmendia và Jose Ignacio Cabrujas.
Mayra tiếp theo xuất hiện trong một hit khác, Luisana Mia (1981), nhưng cô được nhớ đến nhiều nhất với vai diễn mạnh mẽ trong Leonela (1983), trong đó cô đóng vai một nạn nhân hiếp dâm yêu một kẻ hiếp dâm. Cô cũng xuất hiện trong các phần thông cảm trong Bienvenida Esperanza (1983), Marta y Javier (1983) và La Mujer Prohibida (1991).
Tuy nhiên, Mayra chỉ cần hai bộ phim để tạo ra một hình ảnh lâu năm về vai nữ chính thu hút trong điện ảnh Venezuela.